# Carmelo Robledo
Carmelo Robledo (* 13. Juli 1912 in Buenos Aires; † 1982) war ein argentinischer Boxer im Bantam- und Federgewicht.
Robledo erkämpfte im Jahre 1932 in Los Angeles im Federgewicht bei den Olympischen Sommerspielen die Goldmedaille. Ernest Smith aus Irland, Allan Carlsson aus Schweden und den Deutschen Josef Schleinkofer musste er dafür bezwingen. Alle drei schlug er jeweils nach Punkten.